# Zellerndorf
Zellerndorf je městys v Rakousku ve spolkové zemi Dolní Rakousy v okrese Hollabrunn. Žije zde přibližně 2 400 obyvatel.

## Geografie

### Geografická poloha
Zellerndorf se nachází ve spolkové zemi Dolní Rakousy v regionu Weinviertel. Leží přibližně 16 km severozápadně od okresního města Hollabrunn. Rozloha území městyse činí 41,15 km², z nichž 1,5 % je zalesněných.

### Části obce
Území městyse Zellerndorf se skládá ze šesti částí (v závorce uveden počet obyvatel k 1. 1. 2015):
- Deinzendorf (202)
- Dietmannsdorf (129)
- Pillersdorf (105)
- Platt (424)
- Watzelsdorf (448)
- Zellerndorf (1 149)

### Sousední obce
- na severu: Retz
- na východu: Pernersdorf, Guntersdorf
- na jihu: Sitzendorf an der Schmida, Röschitz
- na západu: Pulkau, Schrattenthal

## Politika

### Obecní zastupitelstvo
Obecní zastupitelstvo se skládá z 21 členů. Od komunálních voleb v roce 2015 zastávají následující strany tyto mandáty:
- 10 ÖVP
- 8 SPÖ
- 2 WIR
- 1 FPÖ

### Starosta
Nynějším starostou městyse Zellerndorf je Markus Baier ze strany ÖVP.

## Galerie

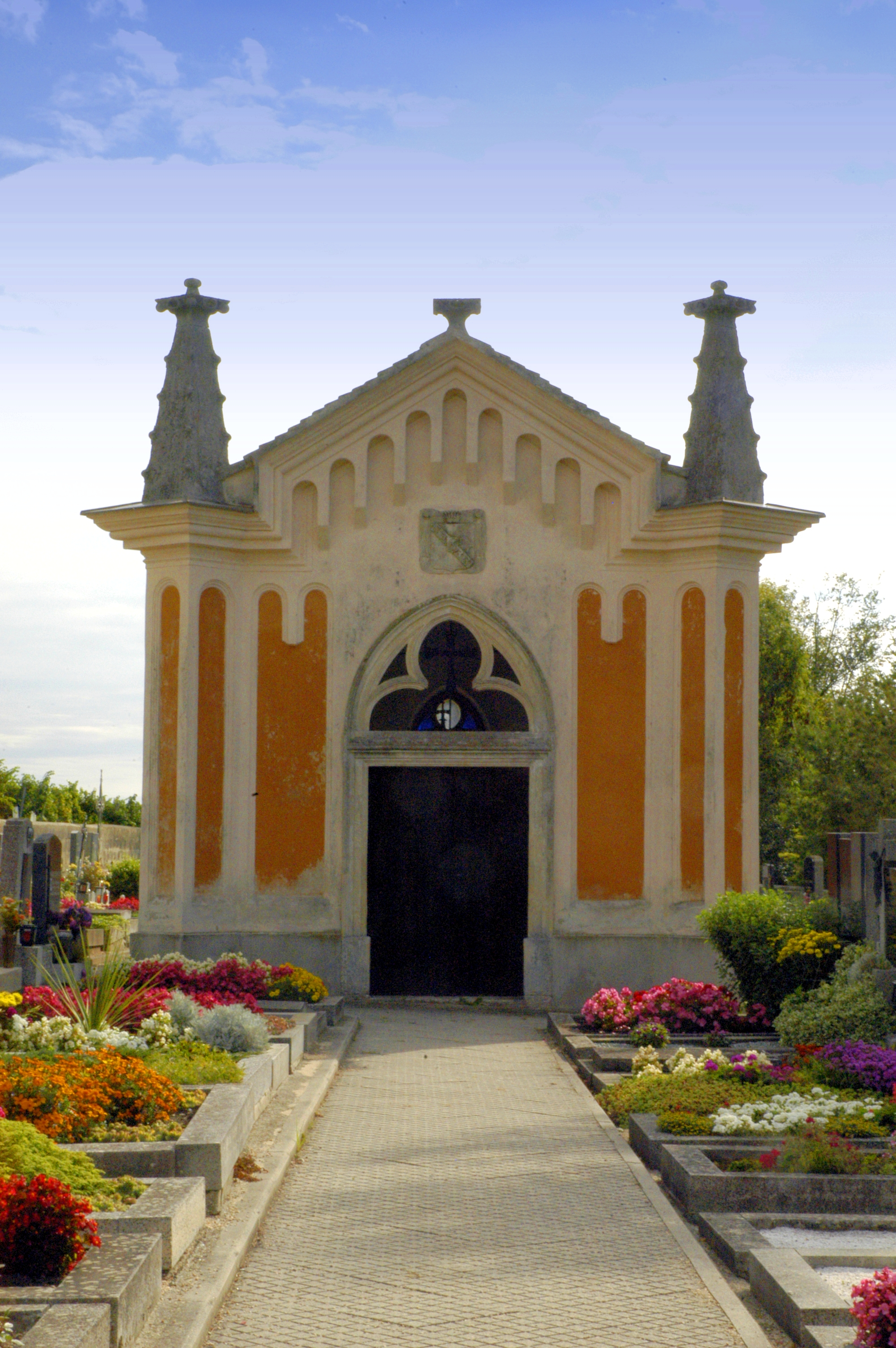
Hřbitovní kaple v Deinzendorfu
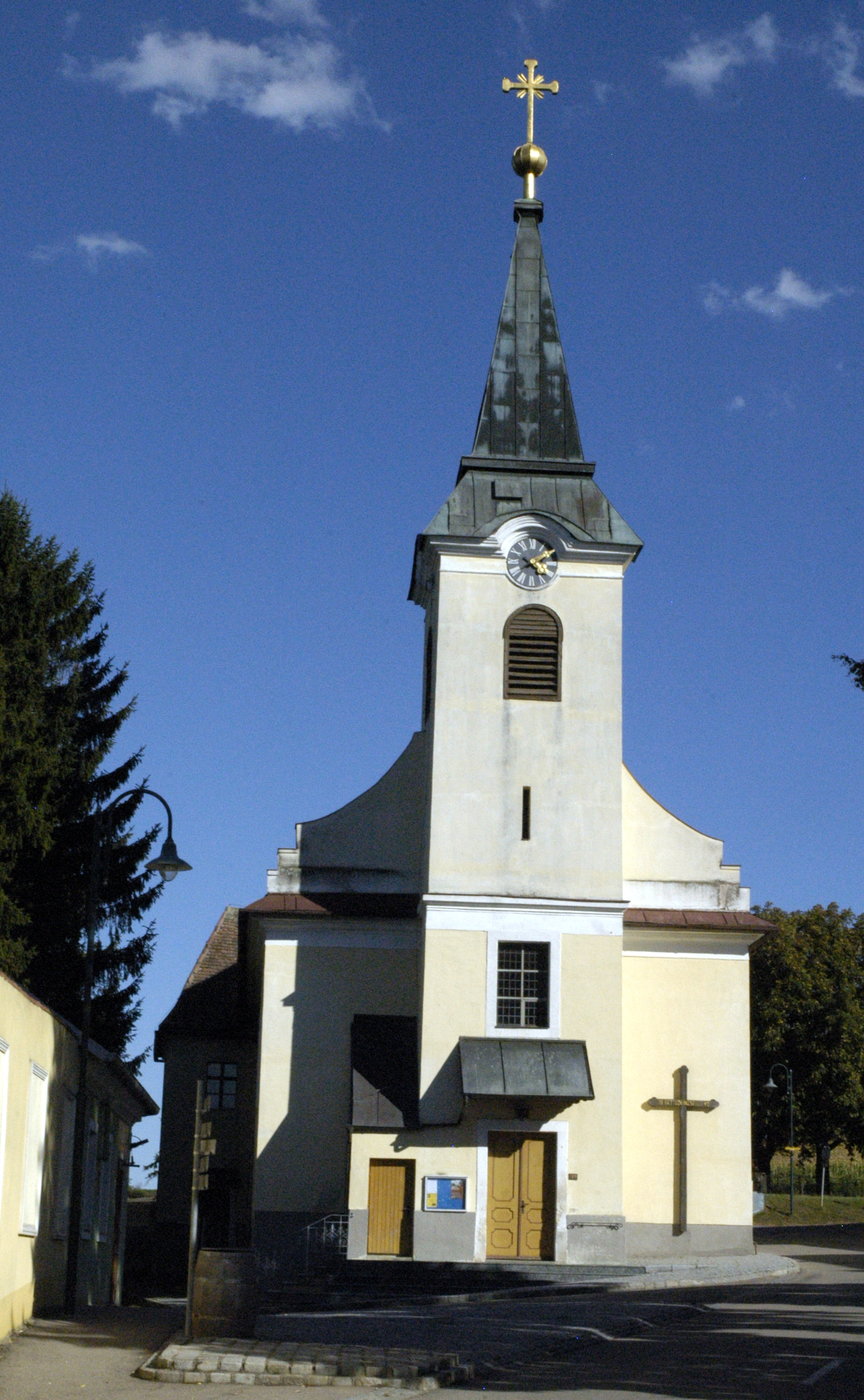
Kostel Nejsvětější Trojice v Deinzendorfu
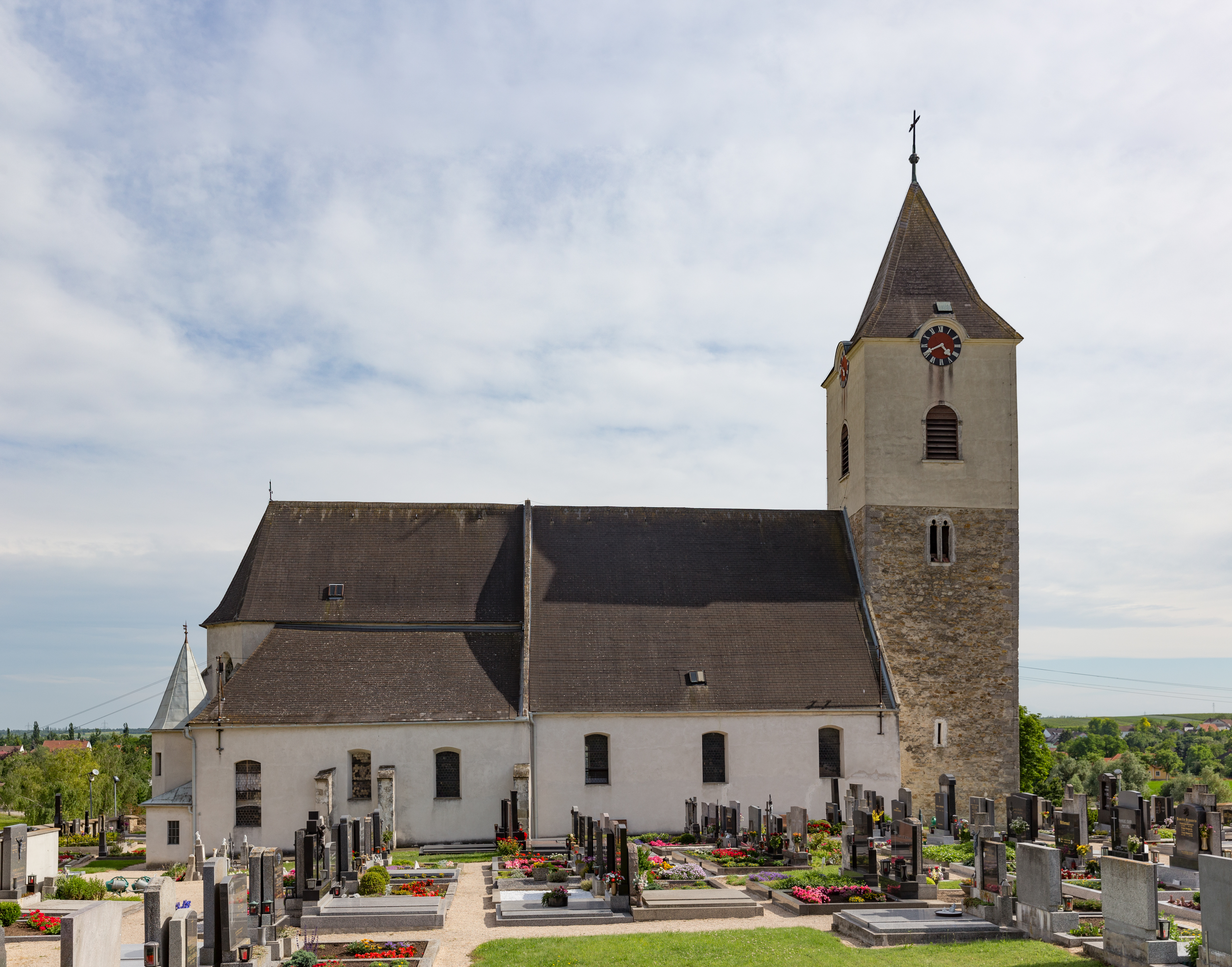
Farní kostel sv. Filipa a Jakuba v Zellerndorfu
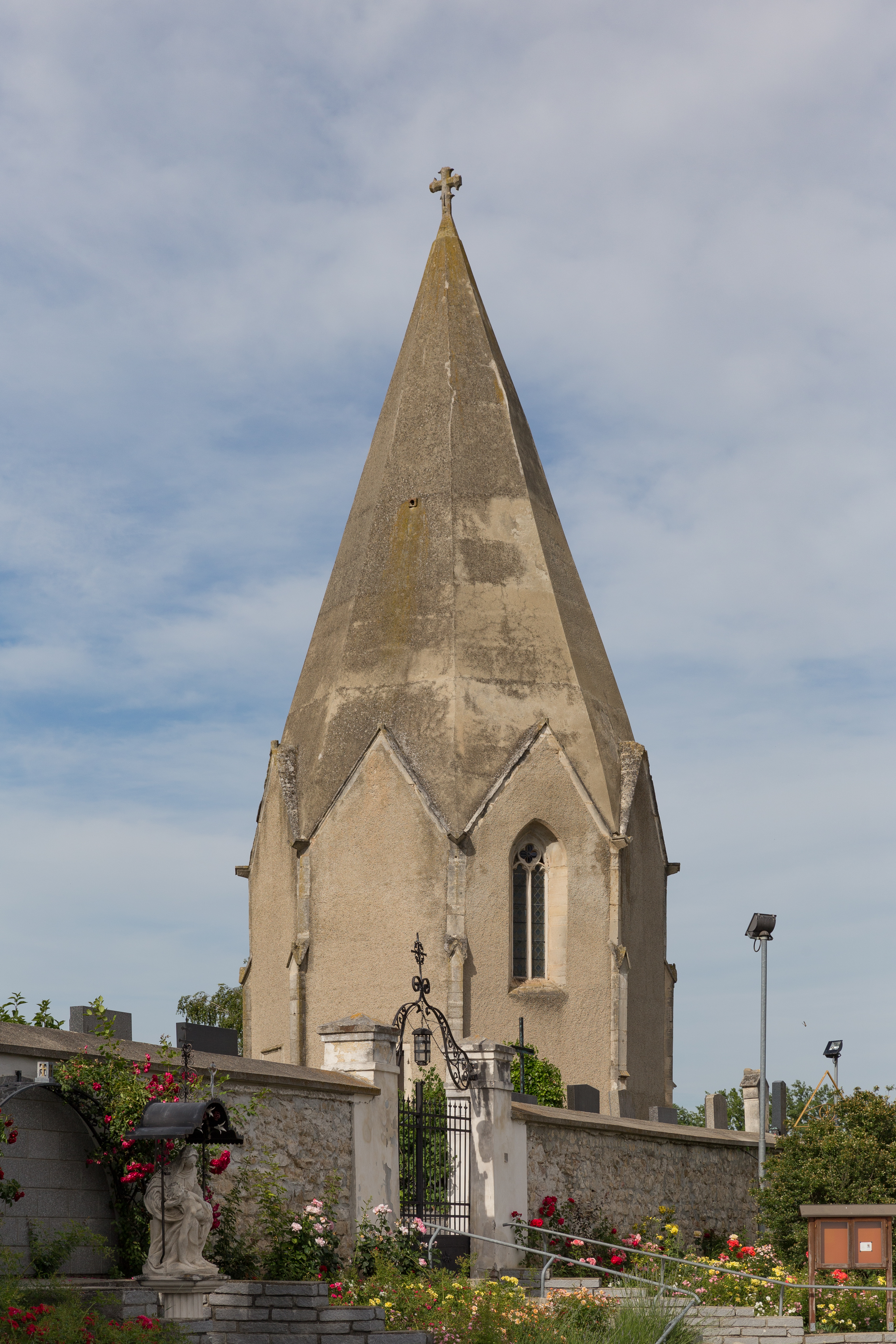
Kostnice na hřbitově v Zellerndorfu, nacházející se i ve znaku městyse
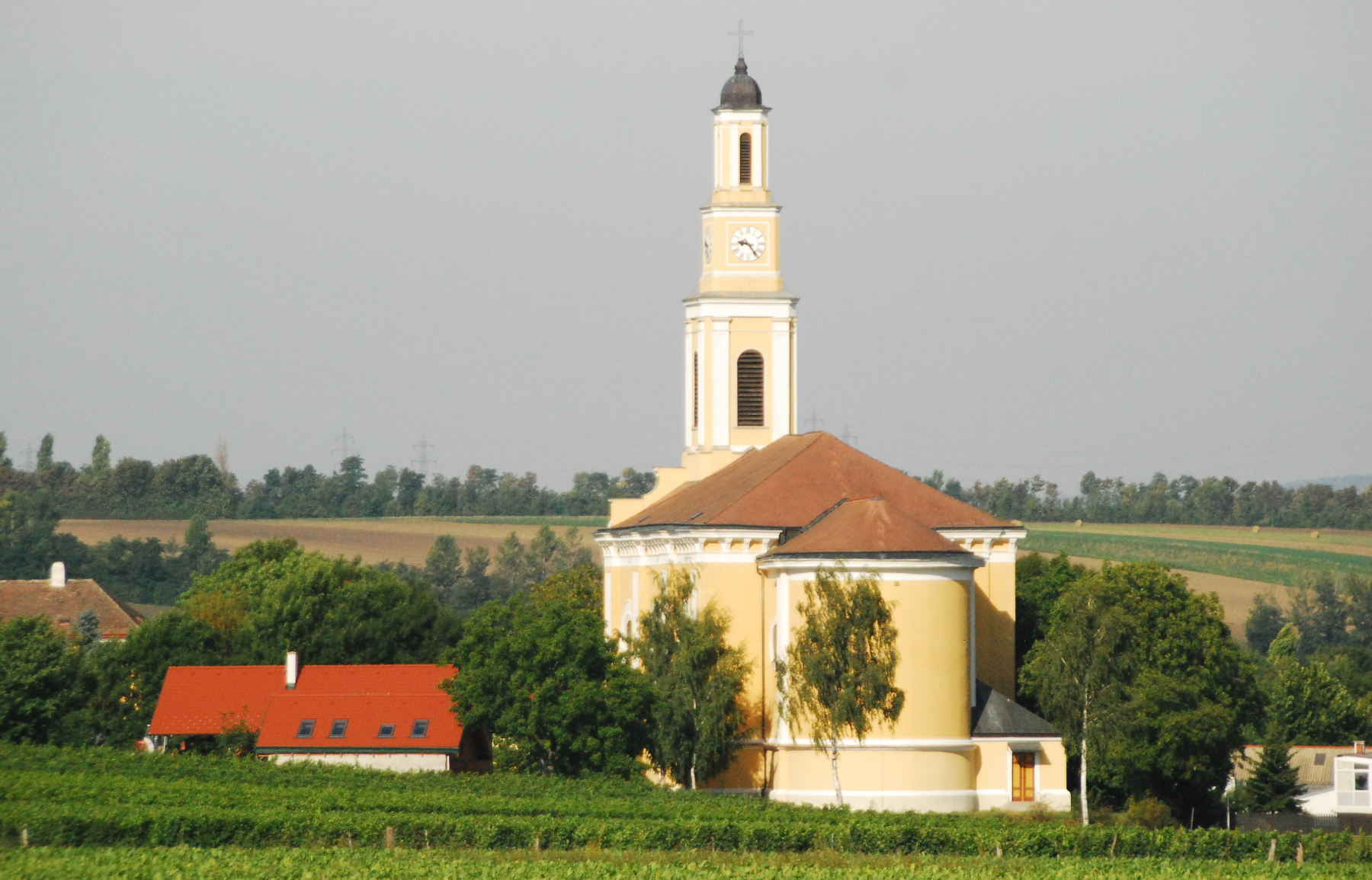
Platt